# Palmieri (Mondkrater)
Palmieri ist ein Einschlagkrater im Südwesten der Mondvorderseite, südwestlich des Mare Humorum, westlich des Kraters Doppelmayer und südlich von Mersenius.
Der Kraterrand ist stark erodiert mit einer Öffnung im Südosten.
Das weitgehend ebene Innere des Kraters wird kreuzweise durchzogen von den beiden Hauptrillen der Rimae Palmieri.
| Buchstabe | Position           | Durchmesser | Link |
| --------- | ------------------ | ----------- | ---- |
| A         | 32,27° S, 48,53° W | 20 km       |      |
| B         | 30,87° S, 48,31° W | 10 km       |      |
| E         | 29,25° S, 48,63° W | 14 km       |      |
| G         | 32,59° S, 47,79° W | 9 km        |      |
| H         | 31,63° S, 47,79° W | 19 km       |      |
| J         | 33,68° S, 49,43° W | 10 km       |      |

Der Krater wurde 1935 von der IAU offiziell nach dem italienischen Meteorologen, Seismologen und Vulkanologen Luigi Palmieri benannt.